# Reprezentacja Tanzanii w piłce nożnej mężczyzn
Reprezentacja Tanzanii od 1964 roku jest członkiem FIFA oraz CAF-u.
Tylko raz awansowała do rozgrywek o Puchar Narodów Afryki. W 1980 roku po dwóch porażkach (1:3 z Nigerią i 1:2 z Egiptem) oraz remisie 1:1 z Wybrzeżem Kości Słoniowej zakończyła swój udział w turnieju na fazie grupowej.
W Tanzanii, podobnie jak w innych najbiedniejszych państwach Afryki, piłka nożna nie cieszy się wielkim zainteresowaniem sponsorów i kibiców.
Pod koniec marca 2006 roku selekcjonerem reprezentacji został 55-letni Brazylijczyk Julio César Junior, były szkoleniowiec CR Vasco da Gama i CR Flamengo. Pomagają mu dwaj Francuzi – Michel Dussuyer i Christian Letard. Od sierpnia 2010 roku nowym trenerem był Duńczyk Jan Børge Poulsen. Po nim tanzanijską kadrę prowadzili kolejno Kim Poulsen, Salum Madadi, Mart Nooij oraz Charles Boniface Mkwasa. Obecnie selekcjonerem kadry Tanzanii jest Salum Mayanga

## Udział wMistrzostwach Świata
- 1930–1962 – Nie brała udziału (była kolonią brytyjską)
- 1966–1970 – Nie brała udziału
- 1974 – Nie zakwalifikowała się
- 1978 – Wycofała się z eliminacji
- 1982–1986 – Nie zakwalifikowała się
- 1990 – Nie brała udziału
- 1994 – Wycofała się w trakcie eliminacji
- 1998–2022 – Nie zakwalifikowała się

## Udział wPucharze Narodów Afryki
- 1957–1965 – Nie brała udziału (była kolonią brytyjską)
- 1968 – Wycofała się w trakcie eliminacji
- 1970–1978 – Nie zakwalifikowała się
- 1980 – Faza grupowa
- 1982 – Wycofała się z eliminacji
- 1984 – Nie zakwalifikowała się
- 1986 – Wycofała się w trakcie eliminacji
- 1988 – 1992 – Nie zakwalifikowała się
- 1994 – Wycofała się w trakcie eliminacji
- 1996 – 2002 – Nie zakwalifikowała się
- 2004 – Wycofała się w trakcie eliminacji
- 2006 – 2017 – Nie zakwalifikowała się
- 2019 – Faza grupowa
- 2021 – Nie zakwalifikowała się
- 2023 – Faza grupowa